# Pologne aux Jeux olympiques d'été de 2016
La Pologne participe aux Jeux olympiques de 2016 à Rio de Janeiro au Brésil du 5 au 21 août 2016. Il s'agit de sa 21e participation à des Jeux olympiques d'été.

## Médaillés

### Médailles
| Sport                   | Discipline                | Athlète(s)                                                          | Performance     | Date    |
| ----------------------- | ------------------------- | ------------------------------------------------------------------- | --------------- | ------- |
| Médailles d'or : 2      |                           |                                                                     |                 |         |
| Athlétisme              | Lancer du marteau féminin | Anita Wlodarczyk                                                    | 82,29 m (RM)    | 15 août |
| Aviron                  | Deux de couple féminin    | Magdalena Fularczyk Natalia Madaj                                   | 7 min 40 s 10   | 11 août |
| Médailles d'argent : 3  |                           |                                                                     |                 |         |
| Canoë-kayak             | K1 200 mètres femmes      | Marta Walczykiewicz                                                 | 40 s 279        | 16 août |
| Athlétisme              | Lancer du disque masculin | Piotr Małachowski                                                   | 67,55 m         | 13 août |
| VTT                     | Cross-country VTT féminin | Maja Wloszczowska                                                   | 1 h 30 min 52 s | 20 août |
| Médailles de bronze : 6 |                           |                                                                     |                 |         |
| Athlétisme              | Lancer du marteau         | Wojciech Nowicki                                                    | 77,73 m         | 19 août |
| Aviron                  | Quatre de couple féminin  | Monika Ciaciuch Agnieszka Kobus Joanna Leszczyńska Maria Springwald | 6 min 50 s 86   | 11 août |
| Canoë-kayak             | K2 500 mètres femmes      | Beata Mikołajczyk Karolina Naja                                     | 1 min 45 s 207  | 16 août |
| Cyclisme sur route      | Course en ligne masculine | Rafał Majka                                                         | 6 h 10 min 10 s | 6 août  |
| Lutte                   | Moins de 63 kg femmes     | Monika Michalik                                                     |                 | 18 août |
| Pentathlon moderne      | Femmes                    | Oktawia Nowacka                                                     |                 | 19 août |

| Sport              |   |   |   | Total |
| Athlétisme         | 1 | 1 | 1 | 3     |
| Aviron             | 1 | 0 | 1 | 2     |
| Canoë-kayak        | 0 | 1 | 1 | 2     |
| Cyclisme           | 0 | 1 | 1 | 2     |
| Lutte              | 0 | 0 | 1 | 1     |
| Pentathlon moderne | 0 | 0 | 1 | 1     |
| Total              | 2 | 3 | 6 | 11    |

| Jour    |   |   |   | Total |
| 6 août  | 0 | 0 | 1 | 1     |
| 7 août  | 0 | 0 | 0 | 0     |
| 8 août  | 0 | 0 | 0 | 0     |
| 9 août  | 0 | 0 | 0 | 0     |
| 10 août | 0 | 0 | 0 | 0     |
| 11 août | 1 | 0 | 1 | 2     |
| 12 août | 0 | 0 | 0 | 0     |
| 13 août | 0 | 1 | 0 | 1     |
| 14 août | 0 | 0 | 0 | 0     |
| 15 août | 1 | 0 | 0 | 1     |
| 16 août | 0 | 1 | 1 | 2     |
| 17 août | 0 | 0 | 0 | 0     |
| 18 août | 0 | 0 | 1 | 1     |
| 19 août | 0 | 0 | 2 | 2     |
| 20 août | 0 | 1 | 0 | 1     |
| 21 août | 0 | 0 | 0 | 0     |

## Athlétisme
Les qualifications sont terminées.
Hommes
Courses
| Athlète                                                                      | Épreuve          | Séries        | Séries | Demi-finales  | Demi-finales | Finale          | Finale  |
| Athlète                                                                      | Épreuve          | Temps         | Rang   | Temps         | Rang         | Temps           | Rang    |
| ---------------------------------------------------------------------------- | ---------------- | ------------- | ------ | ------------- | ------------ | --------------- | ------- |
| Karol Zalewski                                                               | 200 m            | 20 s 54       | 5e     | Eliminé       | Eliminé      | Eliminé         | Eliminé |
| Rafał Omelko                                                                 | 400 m            | 45 s 54       | 4e     | 45 s 28       | 7e           | Eliminé         | Eliminé |
| Adam Kszczot                                                                 | 800 m            | 1 min 45 s 83 | 1er    | 1 min 44 s 70 | 3e           | Eliminé         | Eliminé |
| Marcin Lewandowski                                                           | 800 m            | 1 min 46 s 35 | 2e     | 1 min 44 s 56 | 3e           | 1 min 44 s 20   | 6e      |
| Artur Kozłowski                                                              | Marathon         | NC            | NC     | NC            | NC           | 2 h 17 min 34 s | 39e     |
| Yared Shegumo                                                                | Marathon         | NC            | NC     | NC            | NC           | 2 h 31 min 54 s | 128e    |
| Henryk Szost                                                                 | Marathon         | NC            | NC     | NC            | NC           | DNF             | /       |
| Damian Czykier                                                               | 110 m haies      | 13 s 63       | 5e     | 13 s 50       | 3e           | Eliminé         | Eliminé |
| Patryk Dobek                                                                 | 400 m haies      | 50 s 66       | 41     | Eliminé       | Eliminé      | Eliminé         | Eliminé |
| Krystian Zalewski                                                            | 3 000 m steeple  | 8 min 34 s 52 | 10e    | NC            | NC           | Eliminé         | Eliminé |
| Artur Brzozowski                                                             | 20 km marche     | NC            | NC     | NC            | NC           | 1 h 25 min 29 s | 47e     |
| Jakub Jelonek                                                                | 20 km marche     | NC            | NC     | NC            | NC           | 1 h 21 min 52 s | 19e     |
| Łukasz Nowak                                                                 | 20 km marche     | NC            | NC     | NC            | NC           | DSQ             | /       |
| Rafał Augustyn                                                               | 50 km marche     | NC            | NC     | NC            | NC           | 3 h 55 min 01 s | 22e     |
| Adrian Błocki                                                                | 50 km marche     | NC            | NC     | NC            | NC           | 3 h 51 min 31 s | 15e     |
| Rafał Fedaczyński                                                            | 50 km marche     | NC            | NC     | NC            | NC           | 3 h 55 min 51 s | 24e     |
| Kacper Kozłowski Łukasz Krawczuk Jakub Krzewina Rafał Omelko Michał Pietrzak | Relais 4 x 400 m | 2 min 59 s 58 | 4e     | NC            | NC           | 3 min 00 s 50   | 7e      |

Concours
| Athlète             | Épreuve           | Qualifications | Qualifications | Finale      | Finale             |
| Athlète             | Épreuve           | Performance    | Rang           | Performance | Rang               |
| ------------------- | ----------------- | -------------- | -------------- | ----------- | ------------------ |
| Karol Hoffmann      | Triple saut       | 14,13 m        | 10e            | 16,31 m     | 12e                |
| Sylwester Bednarek  | Saut en hauteur   | 2,22 m         | 30e            | Eliminé     | Eliminé            |
| Wojciech Theiner    | Saut en hauteur   | 2,26 m         | 24e            | Eliminé     | Eliminé            |
| Piotr Lisek         | Saut à la perche  | 5,70 m         | 6e             | 5,75 m      | 4e                 |
| Robert Sobera       | Saut à la perche  | 5,60 m         | 13e            | Eliminé     | Eliminé            |
| Paweł Wojciechowski | Saut à la perche  | 5,45 m         | 16e            | Eliminé     | Eliminé            |
| Konrad Bukowiecki   | Lancer du poids   | 20,71 m        | 6e             | NM          | /                  |
| Michał Haratyk      | Lancer du poids   | 19,97 m        | 18e            | Eliminé     | Eliminé            |
| Tomasz Majewski     | Lancer du poids   | 20,56 m        | 7e             | 20,72 m     | 6e                 |
| Piotr Małachowski   | Lancer du disque  | 65,89 m        |                | 67,55 m     | 2e                 |
| Robert Urbanek      | Lancer du disque  | 61,76 m        | 17e            | Eliminé     | Eliminé            |
| Łukasz Grzeszczuk   | Lancer du javelot | 76,52 m        | 31e            | Eliminé     | Eliminé            |
| Marcin Krukowski    | Lancer du javelot | 80,62 m        | 15e            | Eliminé     | Eliminé            |
| Paweł Fajdek        | Lancer du marteau | 72,00 m        | 17e            | Eliminé     | Eliminé            |
| Wojciech Nowicki    | Lancer du marteau | 77,64 m        | 1er            | 77,73 m     | Médaille de bronze |

Femmes
Courses
| Athlète | Épreuve              | Séries        | Séries | Demi-finales  | Demi-finales | Finale        | Finale  |
| Athlète | Épreuve              | Temps         | Rang   | Temps         | Rang         | Temps         | Rang    |
| --- | -------------------- | ------------- | ------ | ------------- | ------------ | ------------- | ------- |
| Marika Popowicz-Drapała                                                                                     | 100 m                | 11 s 70       | 6e     | Eliminé       | Eliminé      | Eliminé       | Eliminé |
| Ewa Swoboda                                                                                                 | 100 m                | 11 s 24       | 2e     | 11 s 18       | 7e           | Eliminé       | Eliminé |
| Anna Kiełbasińska                                                                                           | 200 m                | 22 s 95       | 4e     | Eliminé       | Eliminé      | Eliminé       | Eliminé |
| Małgorzata Hołub                                                                                            | 400 m                | 51 s 80       | 3e     | 51 s 93       | 7e           | Eliminé       | Eliminé |
| Justyna Święty                                                                                              | 400 m                | 51 s 82       | 3e     | 51 s 62       | 5e           | Eliminé       | Eliminé |
| Patrycja Wyciszkiewicz                                                                                      | 400 m                | 52 s 02       | 4e     | 52 s 51       | 8e           | Eliminé       | Eliminé |
| Karolina Kołeczek                                                                                           | 100 m haies          | 13 s 04       | 6e     | Eliminé       | Eliminé      | Eliminé       | Eliminé |
| Emilia Ankiewicz                                                                                            | 400 m haies          | 55 s 89       | 3e     | 56 s 99       | 7e           | Eliminé       | Eliminé |
| Joanna Linkiewicz                                                                                           | 400 m haies          | 56 s 07       | 1er    | 55 s 35       | 3e           | Eliminé       | Eliminé |
| Angelika Cichocka                                                                                           | 800 m                | 2 min 00 s 42 | 1er    | 2 min 01 s 29 | 8e           | Eliminé       | Eliminé |
| Sofia Ennaoui                                                                                               | 800 m                |               |        |               |              |               |         |
| Joanna Jóźwik                                                                                               | 800 m                | 2 min 01 s 58 | 1er    | 1 min 58 s 93 | 1er          | 1 min 57 s 37 | 5e      |
| Angelika Cichocka                                                                                           | 1 500 m              |               |        |               |              |               |         |
| Sofia Ennaoui                                                                                               | 1 500 m              | 4 min 06 s 90 | 3e     | 4 min 05 s 29 | 6e           | 4 min 14 s 72 | 10e     |
| Danuta Urbanik                                                                                              | 1 500 m              |               |        |               |              |               |         |
| Matylda Kowal                                                                                               | 3 000 mètres steeple | 9 min 35 s 09 | 7e     | NC            | NC           | Eliminé       | Eliminé |
| Paulina Buziak                                                                                              | 20 km marche         | NC            | NC     | NC            | NC           | 1:35:01       | 28e     |
| Agnieszka Dygacz                                                                                            | 20 km marche         | NC            | NC     | NC            | NC           | DNF           | /       |
| Agnieszka Szwarnóg                                                                                          | 20 km marche         | NC            | NC     | NC            | NC           | 1:38:01       | 44e     |
| Katarzyna Kowalska                                                                                          | Marathon             | NC            | NC     | NC            | NC           | DNF           | /       |
| Iwona Lewandowska                                                                                           | Marathon             | NC            | NC     | NC            | NC           | 2:31:41       | 21e     |
| Monika Stefanowicz                                                                                          | Marathon             | NC            | NC     | NC            | NC           | 2:32:49       | 23e     |
| Iga Baumgart Martyna Dąbrowska Małgorzata Hołub Ewelina Ptak Justyna Święty Patrycja Wyciszkiewicz          | Relais 4 x 400 m     | 3:25.34       | 2e     | NC            | NC           | 3:27.28       | 6e      |
| Agata Forkasiewicz Anna Kiełbasińska Klaudia Konopko Marika Popowicz-Drapała Katarzyna Sokólska Ewa Swoboda | Relais 4 x 100 m     | 43.33         | 7e     | NC            | NC           | Eliminé       | Eliminé |

Concours
| Athlètes                | Épreuve           | Qualification | Qualification | Finale       | Finale |
| Athlètes                | Épreuve           | Performances  | Rang          | Performances | Rang   |
| ----------------------- | ----------------- | ------------- | ------------- | ------------ | ------ |
| Anna Jagaciak-Michalska | Triple saut       | 14,13 m       | 10e           |              |        |
| Kamila Lićwinko         | Saut en hauteur   |               |               |              |        |
| Paulina Guba            | Lancer du poids   | 17,70 m       | 13e           |              |        |
| Maria Andrejczyk        | Lancer du javelot |               |               |              |        |
| Żaneta Glanc            | Lancer du disque  |               |               |              |        |
| Joanna Fiodorow         | Lancer du marteau | 71,77 m       | 4e            |              |        |
| Malwina Kopron          | Lancer du marteau | 69,69 m       | 15e           |              |        |
| Anita Włodarczyk        | Lancer du marteau | 76,93 m       | 1re           | 82,29 m      | 1re    |

## Aviron
Légende: FA = finale A (médaille) ; FB = finale B (pas de médaille) ; FC = finale C (pas de médaille) ; FD = finale D (pas de médaille) ; FE = finale E (pas de médaille) ; FF = finale F (pas de médaille) ; SA/B = demi-finales A/B ; SC/D = demi-finales C/D ; SE/F = demi-finales E/F ; QF = quarts de finale; R= repêchage
Hommes
| Athlète | Compétition                 | Séries        | Séries | Repêchage     | Repêchage | Quarts de finale | Quarts de finale | Demi-finales  | Demi-finales | Finale        | Finale |
| Athlète | Compétition                 | Temps         | Rang   | Temps         | Rang      | Temps            | Rang             | Temps         | Rang         | Temps         | Rang   |
| --- | --------------------------- | ------------- | ------ | ------------- | --------- | ---------------- | ---------------- | ------------- | ------------ | ------------- | ------ |
| Natan Węgrzycki-Szymczyk | Skiff                       | 7 min 12 s 43 | 2 QF   | Exempt        | Exempt    | 6 min 53 s 52    | 3 SA/B           | 7 min 15 s 61 | 6 FB         | 6 min 47 s 95 | 7      |
| Artur Mikołajczewski Miłosz Jankowski | Deux de couple poids légers | 6 min 27 s 70 | 2 SA/B | Exempt        | Exempt    | NC               | NC               | 6 min 40 s 23 | 3 FA         | 6 min 42 s 00 | 6      |
| Mateusz Biskup Wiktor Chabel Dariusz Radosz Mirosław Ziętarski | Quatre de couple            | 5 min 51 s 28 | 2 FA   | Exempt        | Exempt    | NC               | NC               | NC            | NC           | 6 min 12 s 09 | 4      |
| Krystian Aranowski Marcin Brzeziński Mikołaj Burda Robert Fuchs Piotr Juszczak Zbigniew Schodowski Michał Szpakowski Mateusz Wilangowski Daniel Trojanowski (barreur) | Huit                        | 5 min 42 s 32 | 3 R    | 5 min 59 s 22 | 4 FA      | NC               | NC               | NC            | NC           | 5 min 34 s 62 | 5      |

Femmes
| Athlète                                                             | Compétition                 | Séries        | Séries | Repêchage     | Repêchage | Demi-finales  | Demi-finales | Finale        | Finale                              |
| Athlète                                                             | Compétition                 | Temps         | Rang   | Temps         | Rang      | Temps         | Rang         | Temps         | Rang                                |
| ------------------------------------------------------------------- | --------------------------- | ------------- | ------ | ------------- | --------- | ------------- | ------------ | ------------- | ----------------------------------- |
| Anna Wierzbowska Maria Wierzbowska                                  | Deux sans barreur           | 7 min 12 s 82 | 3 SA/B | Exempt        | Exempt    | 7 min 39 s 12 | 5 FB         | 7 min 21 s 53 | 10                                  |
| Magdalena Fularczyk Natalia Madaj                                   | Deux de couple              | 7 min 16 s 16 | 1 SA/B | Exempt        | Exempt    | 6 min 50 s 63 | 1 FA         | 7 min 40 s 10 | Médaille d'or, Jeux olympiques      |
| Weronika Deresz Martyna Mikołajczak                                 | Deux de couple poids légers | 7 min 05 s 02 | 2 SA/B | Exempt        | Exempt    | 7 min 22 s 06 | 5 FB         | 7 min 24 s 34 | 7                                   |
| Monika Ciaciuch Agnieszka Kobus Joanna Leszczyńska Maria Springwald | Quatre de couple            | 6 min 33 s 43 | 2 R    | 6 min 25 s 49 | 2 FA      | NC            | NC           | 6 min 50 s 86 | Médaille de bronze, Jeux olympiques |

## Badminton
Les qualifications sont terminées.
| Athlète                         | Compétition   | Phase de groupes                           | Phase de groupes                      | Phase de groupes                         | Phase de groupes | 1/8 de finale    | Quarts de finale                   | Demi-finales     | Finale           | Finale   |
| Athlète                         | Compétition   | Adversaire Score                           | Adversaire Score                      | Adversaire Score                         | Rang             | Adversaire Score | Adversaire Score                   | Adversaire Score | Adversaire Score | Rang     |
| ------------------------------- | ------------- | ------------------------------------------ | ------------------------------------- | ---------------------------------------- | ---------------- | ---------------- | ---------------------------------- | ---------------- | ---------------- | -------- |
| Adrian Dziółko                  | Simple hommes | bat Cordón 18-21, 21-10, 21-13             | battu par Chen 21-12, 21-9            | battu par Karunaratne 19-21, 22-24       | 3e Gr. P         | NC               | Éliminé                            | Éliminé          | Éliminé          | Éliminé  |
| Adam Cwalina Przemysław Wacha   | Double hommes | battu par Kim G. / Kim S. 14-21, 15-21     | battu par Boe / Mogensen 17-21, 17-21 | battu par Ellis / Langridge 18-21, 16-21 | 4e Gr. C         | NC               | Éliminés                           | Éliminés         | Éliminés         | Éliminés |
| Robert Mateusiak Nadieżda Zięba | Double mixte  | battus par Nielsen / Pedersen 18-21, 21-23 | battent Xu / Ma 13-21, 21-9, 21-19    | C. Adcock / G. Adcock 18-21, 27-25, 21-9 | 1ers Gr. B       | NC               | battus par Chan / Gho 17-21, 10-21 | Éliminés         | Éliminés         | Éliminés |

## Boxe
| Athlète          | Catégorie | 1/16e de finale           | 1/8e de finale      | Quart de finale     | Demi finale         | Finale              | Finale |
| Athlète          | Catégorie | Adversaire Résultat       | Adversaire Résultat | Adversaire Résultat | Adversaire Résultat | Adversaire Résultat | Rang   |
| ---------------- | --------- | ------------------------- | ------------------- | ------------------- | ------------------- | ------------------- | ------ |
| Tomasz Jabłoński | moyens    | Battu par Daniel Lewis    |                     |                     |                     |                     |        |
| Igor Jakubowski  | lourds    | Battu par Lawrence Okolie |                     |                     |                     |                     |        |

## Canoë-kayak

### Course en ligne
Les qualifications sont terminées.
| Athlète                       | Compétition  | Éliminatoires  | Éliminatoires | Demi-finales   | Demi-finales | Finale A | Finale A | Finale B       | Finale B |
| Athlète                       | Compétition  | Temps          | Rang          | Temps          | Rang         | Temps    | Rang     | Temps          | Rang     |
| ----------------------------- | ------------ | -------------- | ------------- | -------------- | ------------ | -------- | -------- | -------------- | -------- |
| Paweł Kaczmarek               | K1 – 200 m   | 35 s 562       | 6e            | -              | -            | -        | -        | -              | -        |
| Tomasz Kaczor                 | C1 – 1 000 m | 3 min 59 s 928 | 2e            | 3 min 59 s 836 | 4e           | -        | -        | 3 min 59 s 350 | 1er      |
| Michał Kudła Mateusz Kamiński | C2 – 1 000 m | 3 min 44 s 717 | 5e            | 3 min 43 s 467 | 4e           | -        | -        |                |          |

| Athlète                                                                 | Compétition | Éliminatoires  | Éliminatoires | Demi-finales   | Demi-finales | Finale A       | Finale A | Finale B | Finale B |
| Athlète                                                                 | Compétition | Temps          | Rang          | Temps          | Rang         | Temps          | Rang     | Temps    | Rang     |
| ----------------------------------------------------------------------- | ----------- | -------------- | ------------- | -------------- | ------------ | -------------- | -------- | -------- | -------- |
| Marta Walczykiewicz                                                     | K1 – 200 m  | 40 s 263       | 1re           | 40 s 619       | 1re          | 40 s 279       | 2e       | -        | -        |
| Ewelina Wojnarowska                                                     | K1 – 500 m  | 1 min 52 s 193 | 2e            | 1 min 59 s 458 | 5e           | -              | -        |          |          |
| Beata Mikołajczyk Karolina Naja                                         | K2 – 500 m  | 1 min 41 s 766 | 2e            | 1 min 41 s 684 | 1re          | 1 min 45 s 207 | 3e       | -        | -        |
| Marta Walczykiewicz Beata Mikołajczyk Karolina Naja Edyta Dzieniszewska | K4 – 500 m  | 1 min 33 s 020 | 2e            | 1 min 36 s 532 | 4e           | -              | -        |          |          |

### Slalom
|                                   | Compétition | Éliminatoires | Éliminatoires | Éliminatoires | Éliminatoires | Éliminatoires | Éliminatoires | Demi-finales | Demi-finales | Finale        | Finale        |
| Course 1                          | Compétition | Rang          | Course 2      | Rang          | Total         | Rang          | Résultat      | Rang         | Résultat     | Rang          |               |
| --------------------------------- | ----------- | ------------- | ------------- | ------------- | ------------- | ------------- | ------------- | ------------ | ------------ | ------------- | ------------- |
| Grzegorz Hedwig                   | C1 hommes   | 96 s 67       | 3             | 97 s 72       | 6             | 96 s 67       | 7 Q           | 102 s 70     | 12           | Pas qualifié  | Pas qualifié  |
| Marcin Pochwała Piotr Szczepański | C2 hommes   | 115 s 36      | 9             | 159 s 68      | 11            | 115 s 36      | 11 Q          | 110 s 17     | 4 Q          | 104 s 97      | 5             |
| Maciej Okręglak                   | K1 hommes   | 96 s 73       | 16            | 94 s 44       | 14            | 94 s 44       | 18            | Pas qualifié | Pas qualifié | Pas qualifié  | Pas qualifié  |
| Natalia Pacierpnik                | K1 femmes   | 106 s 38      | 5             | 167 s 18      | 19            | 106 s 38      | 10 Q          | 109 s 63     | 11           | Pas qualifiée | Pas qualifiée |

## Cyclisme

### Cyclisme sur route
Hommes
| Athlète            | Compétition      | Temps         | Rang |
| ------------------ | ---------------- | ------------- | ---- |
| Maciej Bodnar      | Course en ligne  | DNF           |      |
| Maciej Bodnar      | Contre-la-montre | 1 min 14 s 05 | 6e   |
| Michał Kwiatkowski | Course en ligne  | 6 min 30 s 05 | 62e  |
| Michał Kwiatkowski | Contre-la-montre | 1 min 15 s 55 | 14e  |
| Rafał Majka        | Course en ligne  | 6 min 10 s 10 | 3e   |
| Michał Gołaś       | Course en ligne  | 6 min 30 s 05 | 56e  |

Femmes
| Athlète              | Compétition      | Temps         | Rang |
| -------------------- | ---------------- | ------------- | ---- |
| Katarzyna Niewiadoma | Course en ligne  | 3 min 51 s 47 | 6e   |
| Katarzyna Niewiadoma | Contre-la-montre | 47 s 47       | 18e  |
| Anna Plichta         | Course en ligne  | 4 min 01 s 29 | 41e  |
| Anna Plichta         | Contre-la-montre | 47 s 59       | 19e  |
| Małgorzata Jasińska  | Course en ligne  | 3 min 56 s 34 | 24e  |

### Cyclisme sur piste
Vitesse
| Athlète                                          | Compétition                 | Qualification | Qualification | 1er tour                 | Repêchages 1             | 2e tour                  | Repêchages 2             | Quarts de finale         | Demi-finales             | Finale                   | Finale |
| Athlète                                          | Compétition                 | Temps Vitesse | Rang          | Adversaire Temps Vitesse | Adversaire Temps Vitesse | Adversaire Temps Vitesse | Adversaire Temps Vitesse | Adversaire Temps Vitesse | Adversaire Temps Vitesse | Adversaire Temps Vitesse | Rang   |
| ------------------------------------------------ | --------------------------- | ------------- | ------------- | ------------------------ | ------------------------ | ------------------------ | ------------------------ | ------------------------ | ------------------------ | ------------------------ | ------ |
|                                                  | Vitesse individuelle hommes |               |               |                          |                          |                          |                          |                          |                          |                          |        |
| Rafał Sarnecki Damian Zielinski Krzysztof Maksel | Vitesse par équipes hommes  | 43 s 297      | 5e            | France 43 s 555          | NC                       | NC                       | NC                       | NC                       | NC                       | -                        | -      |

Keirin
| Athlète | Compétition   | 1er tour | Repêchage | 2e tour | Finale |
| Athlète | Compétition   | Rang     | Rang      | Rang    | Rang   |
| ------- | ------------- | -------- | --------- | ------- | ------ |
|         | Keirin hommes |          |           |         |        |

Poursuite
| Athlète | Compétition                  | Qualification | Qualification | Demi-finales        | Demi-finales | Finale              | Finale |
| Athlète | Compétition                  | Temps         | Rang          | Adversaire Résultat | Rang         | Adversaire Résultat | Rang   |
| ------- | ---------------------------- | ------------- | ------------- | ------------------- | ------------ | ------------------- | ------ |
|         | Poursuite par équipes hommes |               |               |                     |              |                     |        |

Omnium
| Athlète | Compétition   | Scratch | Poursuite | Poursuite | Élimination | Contre-la-montre | Contre-la-montre | Tour lancé | Tour lancé | Course aux points | Course aux points | Total | Rang |
| Athlète | Compétition   | Rang    | Temps     | Rang      | Rang        | Temps            | Rang             | Temps      | Rang       | Points            | Rang              | Total | Rang |
| ------- | ------------- | ------- | --------- | --------- | ----------- | ---------------- | ---------------- | ---------- | ---------- | ----------------- | ----------------- | ----- | ---- |
|         | Omnium femmes |         |           |           |             |                  |                  |            |            |                   |                   |       |      |

### VTT
| Athlète                   | Compétition              | Temps         | Rang |
| ------------------------- | ------------------------ | ------------- | ---- |
| Katarzyna Solus-Miśkowicz | Cross-country VTT femmes |               |      |
| Maja Włoszczowska         | Cross-country VTT femmes | 1 min 30 s 52 | 2e   |

## Équitation

### Concours complet
Les qualifications sont terminées.
| Athlète      | Cheval   | Compétition | Dressage  | Dressage | Cross-country | Cross-country | Cross-country | Saut d'obstacles | Saut d'obstacles | Saut d'obstacles | Saut d'obstacles | Total | Total |
| Athlète      | Cheval   | Compétition | Dressage  | Dressage | Cross-country | Cross-country | Cross-country | Qualification    | Qualification    | Qualification    | Finale           | Total | Total |
| Athlète      | Cheval   | Compétition | Pénalités | Rang     | Pénalités     | Total         | Rang          | Pénalités        | Total            | Rang             | Pénalités        | Total | Rang  |
| ------------ | -------- | ----------- | --------- | -------- | ------------- | ------------- | ------------- | ---------------- | ---------------- | ---------------- | ---------------- | ----- | ----- |
| Paweł Spisak | Banderas | Individuel  | 53,60     | 51e      |               |               |               |                  |                  |                  |                  |       |       |

## Escrime
Les qualifications sont terminées..
| Athlète                                                       | Compétition        | 1/32 de finale      | 1/16 de finale          | 1/8 de finale           | Quarts de finale   | Demi-finales     | Match pour la médaille de bronze Matchs de classement 5-8 | Match pour la médaille de bronze Matchs de classement 5-8 | Finale           | Finale |
| Athlète                                                       | Compétition        | Adversaire Score    | Adversaire Score        | Adversaire Score        | Adversaire Score   | Adversaire Score | Adversaire Score                                          | Rang                                                      | Adversaire Score | Rang   |
| ------------------------------------------------------------- | ------------------ | ------------------- | ----------------------- | ----------------------- | ------------------ | ---------------- | --------------------------------------------------------- | --------------------------------------------------------- | ---------------- | ------ |
| Hanna Łyczbińska                                              | Fleuret individuel | NC                  | Golubytskyi (11) 14 - 9 | Di Francisca (5) 6 - 15 | -                  | -                | -                                                         | -                                                         | -                | -      |
| Bogna Jóźwiak                                                 | Sabre individuel   | Velikaya (1) 5 - 15 | -                       | -                       | -                  | -                | -                                                         | -                                                         | -                | -      |
| Małgorzata Kozaczuk                                           | Sabre individuel   | NC                  | Chen (6) 15 - 9         | Besbes (11) 12 - 15     | -                  | -                | -                                                         | -                                                         | -                | -      |
| Aleksandra Socha                                              | Sabre individuel   | NC                  | Gulotta (23) 10 - 15    | -                       | -                  | -                | -                                                         | -                                                         | -                | -      |
| Bogna Jóźwiak Małgorzata Kozaczuk Marta Puda Aleksandra Socha | Sabre par équipes  | NC                  | NC                      | NC                      | États-Unis 43 - 45 | -                | Mexique 45-23 Corée du Sud 41-45                          | 6e                                                        | -                | -      |

## Gymnastique

### Artistique
Les qualifications sont terminées.
Femmes
| Athlète                      | Compétition | Qualifications | Qualifications | Qualifications | Qualifications | Qualifications | Qualifications | Finale   | Finale   | Finale   | Finale   | Finale | Finale |
| Athlète                      | Compétition | Appareil       | Appareil       | Appareil       | Appareil       | Total          | Rang           | Appareil | Appareil | Appareil | Appareil | Total  | Rang   |
| Athlète                      | Compétition | S              | SC             | BA             | P              | Total          | Rang           | S        | SC       | BA       | P        | Total  | Rang   |
| ---------------------------- | ----------- | -------------- | -------------- | -------------- | -------------- | -------------- | -------------- | -------- | -------- | -------- | -------- | ------ | ------ |
| Katarzyna Jurkowska-Kowalska | Individuel  | 13,300         | 14,466         | 11,700         | 12,333         | 51,799         | 49e            |          |          |          |          |        |        |

Finales individuelles
| Athlète | Compétition | Appareil | Appareil | Appareil | Appareil | Total | Rang |
| Athlète | Compétition | S        | SC       | BA       | P        | Total | Rang |
| ------- | ----------- | -------- | -------- | -------- | -------- | ----- | ---- |
|         |             |          |          |          |          |       |      |

## Haltérophilie
Les qualifications sont terminées.
| Athlète             | Compétition | Arraché  | Arraché | Épaulé-jeté | Épaulé-jeté | Total  | Rang   |
| Athlète             | Compétition | Résultat | Rang    | Résultat    | Rang        | Total  | Rang   |
| ------------------- | ----------- | -------- | ------- | ----------- | ----------- | ------ | ------ |
| Adrian Zieliński    | -94 kg      |          |         |             |             |        |        |
| Tomasz Zieliński    | -94 kg      | Exclus   | Exclus  | Exclus      | Exclus      | Exclus | Exclus |
| Bartłomiej Bonk     | -105 kg     |          |         |             |             |        |        |
| Arkadiusz Michalski | -105 kg     |          |         |             |             |        |        |

| Athlète             | Compétition | Arraché  | Arraché | Épaulé-jeté | Épaulé-jeté | Total | Rang |
| Athlète             | Compétition | Résultat | Rang    | Résultat    | Rang        | Total | Rang |
| ------------------- | ----------- | -------- | ------- | ----------- | ----------- | ----- | ---- |
| Patrycja Piechowiak | 69 kg       | 101      |         | -           |             | 101   |      |

## Handball
Les qualifications sont terminées.
| Sélectionneur            | Sélectionneur        | Talant Dujshebaev        | Talant Dujshebaev | Talant Dujshebaev    |
| N°                       | Nom                  | Date de naissance et âge | Sél. (buts)       | Club                 |
| Gardiens de but          |                      |                          |                   |                      |
| 1                        | Sławomir Szmal       | 2 octobre 1978           | 279 (2)           | KS Vive Targi Kielce |
| 16                       | Piotr Wyszomirski    | 4 novembre 1980          | 104 (0)           | SC Pick Szeged       |
| Ailiers                  |                      |                          |                   |                      |
| 6                        | Przemysław Krajewski | 20 janvier 1987          | 69 (132)          | KS Azoty-Puławy      |
| 11                       | Adam Wiśniewski      | 24 octobre 1980          | 146 (189)         | Orlen Wisła Płock    |
| 26                       | Michał Daszek        | 27 juin 1992             | 56 (110)          | Orlen Wisła Płock    |
| 5                        | Mateusz Jachlewski   | 27 décembre 1984         | 108 (236)         | KS Vive Targi Kielce |
| Arrières et Demi-centres |                      |                          |                   |                      |
| 3                        | Krzysztof Lijewski   | 7 juillet 1983           | 173 (409)         | KS Vive Targi Kielce |
| 8                        | Karol Bielecki       | 23 janvier 1982          | 244 (891)         | KS Vive Targi Kielce |
| 15                       | Michał Jurecki       | 27 octobre 1984          | 189 (528)         | KS Vive Targi Kielce |
| 45                       | Michał Szyba         | 18 mars 1988             | 57 (82)           | RK Gorenje Velenje   |
| 28                       | Łukasz Gierak        | 22 juin 1988             | 6 (6)             | MKS Pogoń Szczecin   |
| Pivot                    |                      |                          |                   |                      |
| 13                       | Bartosz Jurecki      | 31 janvier 1979          | 227 (723)         | Chrobry Głogów       |
| 35                       | Mateusz Kus          | 14 juillet 1987          | 5 (4)             | KS Vive Targi Kielce |
| 23                       | Kamil Syprzak        | 23 juillet 1991          | 87 (164)          | FC Barcelone         |

### Tournoi masculin
Les résultats de la poule de la Pologne sont :
Légende
|   | Équipe    | Pts | J | G | N | P | Bp  | Bc  | Diff | Dép |
| - | --------- | --- | - | - | - | - | --- | --- | ---- | --- |
| 1 | Allemagne | 8   | 5 | 4 | 0 | 1 | 153 | 141 | 12   | +3  |
| 2 | Slovénie  | 8   | 5 | 4 | 0 | 1 | 137 | 126 | 11   | -3  |
| 3 | Brésil    | 5   | 5 | 2 | 1 | 2 | 141 | 150 | -9   | -   |
| 4 | Pologne   | 4   | 5 | 2 | 0 | 3 | 139 | 140 | -1   | -   |
| 5 | Égypte    | 3   | 5 | 1 | 1 | 3 | 129 | 143 | -14  | -   |
| 6 | Suède     | 2   | 5 | 1 | 0 | 4 | 132 | 131 | 1    | -   |

| 7 août, 16h40  | Pologne   | 32 – 34 | Brésil   |
| 9 août, 11h30  | Allemagne | 32 – 29 | Pologne  |
| 11 août, 11h30 | Pologne   | 33 – 25 | Égypte   |
| 13 août, 19h50 | Suède     | 24 – 25 | Pologne  |
| 15 août, 9h30  | Pologne   | 20 – 25 | Slovénie |

## Judo
Les qualifications sont terminées 
| Athlète         | Compétition    | 1/32 de finale      | 1/16 de finale        | 1/8 de finale       | Quarts de finale    | Demi-finales        | Repêchage 1         | Repêchage 2         | Finale              | Finale |
| Athlète         | Compétition    | Adversaire Résultat | Adversaire Résultat   | Adversaire Résultat | Adversaire Résultat | Adversaire Résultat | Adversaire Résultat | Adversaire Résultat | Adversaire Résultat | Rang   |
| --------------- | -------------- | ------------------- | --------------------- | ------------------- | ------------------- | ------------------- | ------------------- | ------------------- | ------------------- | ------ |
| Maciej Sarnacki | Plus de 100 kg |                     | Þormóður Árni Jónsson |                     |                     |                     |                     |                     |                     |        |

| Athlète          | Compétition    | 1/16 de finale      | 1/8 de finale             | Quarts de finale          | Demi-finales        | Repêchage 1         | Repêchage 2         | Finale              | Finale |
| Athlète          | Compétition    | Adversaire Résultat | Adversaire Résultat       | Adversaire Résultat       | Adversaire Résultat | Adversaire Résultat | Adversaire Résultat | Adversaire Résultat | Rang   |
| ---------------- | -------------- | ------------------- | ------------------------- | ------------------------- | ------------------- | ------------------- | ------------------- | ------------------- | ------ |
| Arleta Podolak   | Moins de 57 kg |                     | Battue par Lien Chen-ling |                           |                     |                     |                     |                     |        |
| Katarzyna Kłys   | Moins de 70 kg |                     | Bat Gulnoza Matniyazova   | Battue par María Bernabéu |                     |                     |                     |                     |        |
| Daria Pogorzelec | Moins de 78 kg |                     | Bat Vanessa Atangana      | Battue par Luise Malzahn  |                     |                     |                     |                     |        |

## Lutte
Les qualifications sont terminées.
| Athlète             | Compétition     | Qualification       | Huitièmes de finale | Quarts de finale    | Demi-finales        | Repêchage 1         | Repêchage 2         | Finale              | Finale |
| Athlète             | Compétition     | Adversaire Résultat | Adversaire Résultat | Adversaire Résultat | Adversaire Résultat | Adversaire Résultat | Adversaire Résultat | Adversaire Résultat | Rang   |
| ------------------- | --------------- | ------------------- | ------------------- | ------------------- | ------------------- | ------------------- | ------------------- | ------------------- | ------ |
| Lutte libre         |                 |                     |                     |                     |                     |                     |                     |                     |        |
| Zbigniew Baranowski | Moins de 86 kg  | exempt              |                     |                     |                     |                     |                     |                     |        |
| Radosław Baran      | Moins de 97 kg  |                     |                     |                     |                     |                     |                     |                     |        |
| Robert Baran        | Moins de 125 kg |                     |                     |                     |                     |                     |                     |                     |        |

| Athlète             | Compétition    | Qualification       | Huitièmes de finale | Quarts de finale    | Demi-finales        | Repêchage 1         | Repêchage 2         | Finale              | Finale |
| Athlète             | Compétition    | Adversaire Résultat | Adversaire Résultat | Adversaire Résultat | Adversaire Résultat | Adversaire Résultat | Adversaire Résultat | Adversaire Résultat | Rang   |
| ------------------- | -------------- | ------------------- | ------------------- | ------------------- | ------------------- | ------------------- | ------------------- | ------------------- | ------ |
| Lutte libre         |                |                     |                     |                     |                     |                     |                     |                     |        |
| Iwona Matkowska     | Moins de 48 kg |                     |                     |                     |                     |                     |                     |                     |        |
| Katarzyna Krawczyk  | Moins de 53 kg |                     |                     |                     |                     |                     |                     |                     |        |
| Monika Michalik     | Moins de 63 kg |                     |                     |                     |                     |                     |                     |                     |        |
| Agnieszka Wieszczek | Moins de 69 kg |                     |                     |                     |                     |                     |                     |                     |        |

## Natation

### Natation sportive
Les qualifications sont terminées,.
| Athlète                                                                               | Épreuve              | Séries        | Séries | Demi-finales | Demi-finales | Finale  | Finale  |         |
| Athlète                                                                               | Épreuve              | Temps         | Rang   | Temps        | Rang         | Temps   | Rang    |         |
| ------------------------------------------------------------------------------------- | -------------------- | ------------- | ------ | ------------ | ------------ | ------- | ------- | ------- |
| Konrad Czerniak                                                                       | 100 m papillon       | 51 s 81       | 10e    |              |              |         |         |         |
| Paweł Juraszek                                                                        | 50 m nage libre      | 22 s 50       | 35e    | -            | -            | -       | -       |         |
| Radosław Kawęcki                                                                      | 100 m dos            | 54 s 39       | 23e    | -            | -            | -       | -       |         |
| Radosław Kawęcki                                                                      | 200 m dos            | 1 min 57 s 61 | 17e    | -            | -            | -       | -       |         |
| Paweł Korzeniowski                                                                    | 100 m papillon       | 53 s 71       | 32e    | -            | -            | -       | -       |         |
| Kacper Majchrzak                                                                      | 200 m nage libre     | 1 min 47 s 12 | 15e    |              |              |         |         |         |
| Tomasz Polewka                                                                        | 100 m dos            | 54 s 52       | 26e    | -            | -            | -       | -       |         |
| Mateusz Sawrymowicz                                                                   | 1500 m nage libre    |               |        |              |              |         |         |         |
| Marcin Stolarski                                                                      | 100m brasse          | 1 min 01 s 06 | 29e    | Éliminé      | Éliminé      | Éliminé | Éliminé |         |
| Jan Świtkowski                                                                        | 200 m nage libre     |               |        |              |              |         |         |         |
| Jan Świtkowski                                                                        | 200 m papillon       |               |        |              |              |         |         |         |
| Wojciech Wojdak                                                                       | 400 m nage libre     | 3 min 48 s 87 | 23e    | NC           | NC           |         | Éliminé | Éliminé |
| Wojciech Wojdak                                                                       | 1500 m nage libre    |               |        |              |              |         |         |         |
| Filip Wypych                                                                          | 50 m nage libre      |               |        |              |              |         |         |         |
| Filip Zaborowski                                                                      | 400 m nage libre     | 3 min 49 s 84 | 28e    | NC           | NC           |         | Éliminé | Éliminé |
| Konrad Czerniak Paweł Korzeniowski Kacper Majchrzak Jan Świtkowski                    | 4 × 100 m nage libre | 3 min 15 s 52 | 13e    | NC           | NC           |         |         |         |
| Kacper Klich Paweł Korzeniowski Kacper Majchrzak Jan Świtkowski Paweł Werner          | 4 × 200 m nage libre |               |        | NC           | NC           |         |         |         |
| Radosław Kawęcki Marcin Stolarski Konrad Czerniak Kacper Majchrzak Paweł Korzeniowski | 4 × 100 m 4 nages    |               |        | NC           | NC           |         |         |         |

| Athlète                                                         | Épreuve              | Séries        | Séries | Demi-finales | Demi-finales | Finale   | Finale   |
| Athlète                                                         | Épreuve              | Temps         | Rang   | Temps        | Rang         | Temps    | Rang     |
| --------------------------------------------------------------- | -------------------- | ------------- | ------ | ------------ | ------------ | -------- | -------- |
| Katarzyna Baranowska                                            | 200 m 4 nages        |               |        |              |              |          |          |
| Anna Dowgiert                                                   | 50 m nage libre      |               |        |              |              |          |          |
| Alicja Tchórz                                                   | 100 m dos            | 1 min 01 s 31 | 21e    | Éliminée     | Éliminée     | Éliminée | Éliminée |
| Alicja Tchórz                                                   | 200 m dos            |               |        |              |              |          |          |
| Aleksandra Urbańczyk                                            | 50 m nage libre      |               |        |              |              |          |          |
| Katarzyna Wilk                                                  | 100 m nage libre     |               |        |              |              |          |          |
| Anna Dowgiert Alicja Tchórz Aleksandra Urbańczyk Katarzyna Wilk | 4 × 100 m nage libre | 3 min 41 s 43 | 15e    | NC           | NC           | Éliminée | Éliminée |

### Nage en eau libre
Les qualifications sont terminées.
| Athlète          | Épreuve      | Finale | Finale |
| Athlète          | Épreuve      | Temps  | Rang   |
| ---------------- | ------------ | ------ | ------ |
| Joanna Zachoszcz | 10 km femmes |        |        |

## Pentathlon moderne
Les qualifications sont terminées.
| Athlète            | Compétition | Escrime (épée, une touche) | Escrime (épée, une touche) | Escrime (épée, une touche) | Natation (200 m nage libre) | Natation (200 m nage libre) | Natation (200 m nage libre) | Équitation (saut d'obstacles) | Équitation (saut d'obstacles) | Équitation (saut d'obstacles) | Combiné course/tir (3 000 m / pistolet à 10 m) | Combiné course/tir (3 000 m / pistolet à 10 m) | Combiné course/tir (3 000 m / pistolet à 10 m) | Total | Rang |
| Athlète            | Compétition | Résultats                  | Rang                       | Points                     | Temps                       | Rang                        | Points                      | Pénalités                     | Rang                          | Points                        | Temps                                          | Rang                                           | Points                                         | Total | Rang |
| ------------------ | ----------- | -------------------------- | -------------------------- | -------------------------- | --------------------------- | --------------------------- | --------------------------- | ----------------------------- | ----------------------------- | ----------------------------- | ---------------------------------------------- | ---------------------------------------------- | ---------------------------------------------- | ----- | ---- |
| Szymon Staśkiewicz | Hommes      |                            |                            |                            |                             |                             |                             |                               |                               |                               |                                                |                                                |                                                |       |      |
| Anna Maliszewska   | Femmes      |                            |                            |                            |                             |                             |                             |                               |                               |                               |                                                |                                                |                                                |       |      |
| Oktawia Nowacka    | Femmes      |                            |                            |                            |                             |                             |                             |                               |                               |                               |                                                |                                                |                                                |       |      |

## Taekwondo
Les qualifications sont terminées.
| Athlète        | Compétition | Huitièmes de finale | Quarts de finale    | Demi-finales        | Repêchage 1         | Repêchage 2         | Finale              | Finale |
| Athlète        | Compétition | Adversaire Résultat | Adversaire Résultat | Adversaire Résultat | Adversaire Résultat | Adversaire Résultat | Adversaire Résultat | Rang   |
| -------------- | ----------- | ------------------- | ------------------- | ------------------- | ------------------- | ------------------- | ------------------- | ------ |
| Karol Robak    | -68 kg      |                     |                     |                     |                     |                     |                     |        |
| Piotr Paziński | −80 kg      |                     |                     |                     |                     |                     |                     |        |

## Tennis
Les qualifications sont terminées.
| Athlète        | 1/32de finale       | 1/16 de finale      | 1/8 de finale       | Quarts de finale    | Demi-finales        | Match pour la médaille de bronze | Finale              |
| Athlète        | Adversaire Résultat | Adversaire Résultat | Adversaire Résultat | Adversaire Résultat | Adversaire Résultat | Adversaire Résultat              | Adversaire Résultat |
| -------------- | ------------------- | ------------------- | ------------------- | ------------------- | ------------------- | -------------------------------- | ------------------- |
| Jerzy Janowicz |                     |                     |                     |                     |                     |                                  |                     |

| Athlète             | 1/32 de finale      | 1/16 de finale      | 1/8 de finale       | Quarts de finale    | Demi-finales        | Match pour la médaille de bronze | Finale              |
| Athlète             | Adversaire Résultat | Adversaire Résultat | Adversaire Résultat | Adversaire Résultat | Adversaire Résultat | Adversaire Résultat              | Adversaire Résultat |
| ------------------- | ------------------- | ------------------- | ------------------- | ------------------- | ------------------- | -------------------------------- | ------------------- |
| Agnieszka Radwańska |                     |                     |                     |                     |                     |                                  |                     |

| Athlètes                        | 1/16 de finale      | 1/8 de finale       | Quarts de finale    | Demi-finales        | Match pour la médaille de bronze | Finale              |
| Athlètes                        | Adversaire Résultat | Adversaire Résultat | Adversaire Résultat | Adversaire Résultat | Adversaire Résultat              | Adversaire Résultat |
| ------------------------------- | ------------------- | ------------------- | ------------------- | ------------------- | -------------------------------- | ------------------- |
| Łukasz Kubot / Marcin Matkowski |                     |                     |                     |                     |                                  |                     |

| Athlètes                           | 1/16 de finale      | 1/8 de finale       | Quarts de finale    | Demi-finales        | Match pour la médaille de bronze | Finale              |
| Athlètes                           | Adversaire Résultat | Adversaire Résultat | Adversaire Résultat | Adversaire Résultat | Adversaire Résultat              | Adversaire Résultat |
| ---------------------------------- | ------------------- | ------------------- | ------------------- | ------------------- | -------------------------------- | ------------------- |
| Agnieszka Radwańska / Łukasz Kubot |                     |                     |                     |                     |                                  |                     |

## Tennis de table
Les qualifications sont terminées. 
| Athlète                               | Compétition | Tour préliminaire | 1er tour            | 2e tour                     | 3e tour          | 4e tour          | Quarts de finale | Demi-finales     | Finale           | Finale |
| Athlète                               | Compétition | Adversaire Score  | Adversaire Score    | Adversaire Score            | Adversaire Score | Adversaire Score | Adversaire Score | Adversaire Score | Adversaire Score | Rang   |
| ------------------------------------- | ----------- | ----------------- | ------------------- | --------------------------- | ---------------- | ---------------- | ---------------- | ---------------- | ---------------- | ------ |
| Jakub Dyjas                           | Simple      |                   | Bat Marcelo Aguirre | Battu par Alexander Shibaev |                  |                  |                  |                  |                  |        |
| Wang Zeng Yi                          | Simple      |                   |                     | Battu par Bojan Tokič       |                  |                  |                  |                  |                  |        |
| Jakub Dyjas Daniel Górak Wang Zeng Yi | Par équipes | NC                | NC                  | NC                          | NC               | Japon            |                  |                  |                  |        |

| Athlète                                      | Compétition | Tour préliminaire | 1er tour         | 2e tour                   | 3e tour          | 4e tour          | Quarts de finale | Demi-finales     | Finale           | Finale |
| Athlète                                      | Compétition | Adversaire Score  | Adversaire Score | Adversaire Score          | Adversaire Score | Adversaire Score | Adversaire Score | Adversaire Score | Adversaire Score | Rang   |
| -------------------------------------------- | ----------- | ----------------- | ---------------- | ------------------------- | ---------------- | ---------------- | ---------------- | ---------------- | ---------------- | ------ |
| Katarzyna Grzybowska                         | Simple      |                   | Bat Manika Batra | Battue par Kim Song-i     |                  |                  |                  |                  |                  |        |
| Li Qian                                      | Simple      |                   |                  | Battue par Daniela Dodean |                  |                  |                  |                  |                  |        |
| Katarzyna Grzybowska Li Qian Natalia Partyka | Par équipes | NC                | NC               | NC                        | NC               | Japon            |                  |                  |                  |        |

## Tir
Les qualifications sont terminées. 
| Athlète       | Compétition                  | Qualification | Qualification | Finale | Finale |
| Athlète       | Compétition                  | Points        | Rang          | Points | Rang   |
| ------------- | ---------------------------- | ------------- | ------------- | ------ | ------ |
| Piotr Daniluk | Pistolet à 10 m air comprimé | 567           | 41e           | -      | -      |
| Piotr Daniluk | Pistolet à 25 m tir rapide   |               |               |        |        |
| Piotr Daniluk | Pistolet à 50 m              |               |               |        |        |

| Athlète                | Compétition                  | Qualification | Qualification | Finale | Finale |
| Athlète                | Compétition                  | Points        | Rang          | Points | Rang   |
| ---------------------- | ---------------------------- | ------------- | ------------- | ------ | ------ |
| Klaudia Breś           | Pistolet à 10 m air comprimé | 379           | 23e           | -      | -      |
| Klaudia Breś           | Pistolet à 25 m air comprimé | 578           | 15e           |        |        |
| Sylwia Bogacka         | Carabine à 10 m air comprimé | 409,1         | 40e           | -      | -      |
| Sylwia Bogacka         | Carabine 50 m 3 positions    | 577           | 23e           |        |        |
| Aleksandra Jarmolińska | Skeet                        |               |               |        |        |
| Agnieszka Nagay        | Carabine à 10 m air comprimé | 412,8         | 29e           | -      | -      |
| Agnieszka Nagay        | Carabine 50 m 3 positions    | 578           | 16e           |        |        |

## Tir à l'arc
Les qualifications sont terminées.
| Athlète               | Compétition | Tour préliminaire | Tour préliminaire | 1er tour         | 2e tour          | 3e tour          | Quarts de finale | Demi-finales     | Match pour la médaille de bronze | Match pour la médaille de bronze | Finale           | Finale |
| Athlète               | Compétition | Score             | Rang              | Adversaire Score | Adversaire Score | Adversaire Score | Adversaire Score | Adversaire Score | Adversaire Score                 | Rang                             | Adversaire Score | Rang   |
| --------------------- | ----------- | ----------------- | ----------------- | ---------------- | ---------------- | ---------------- | ---------------- | ---------------- | -------------------------------- | -------------------------------- | ---------------- | ------ |
| Karina Liparska-Pałka | Individuel  |                   |                   |                  |                  |                  |                  |                  |                                  |                                  |                  |        |

## Triathlon
Les qualifications sont terminées. 
| Athlètes         | Compétition | Natation (1,5 km) | Transition 1 | Vélo (40 km) | Transition 2 | Course (10 km) | Temps | Résultat | Femmes | Femmes | Femmes | Femmes | Femmes | Femmes | Femmes | Femmes | Femmes |
| Agnieszka Jerzyk | Femmes      |                   |              |              |              |                |       |          |        |        |        |        |        |        |        |        |        |

## Voile
Les qualifications sont terminées. :
| Athlète(s)       | Compétition | Régate 1 | Régate 2 | Régate 3 | Régate 4 | Régate 5 | Régate 6 | Régate 7 | Régate 8 | Régate 9 | Régate 10 | Total net | Total net | Medal Race | Total | Rang |
| Athlète(s)       | Compétition | Score    | Score    | Score    | Score    | Score    | Score    | Score    | Score    | Score    | Score     | Score     | Rang      | Score      | Total | Rang |
| ---------------- | ----------- | -------- | -------- | -------- | -------- | -------- | -------- | -------- | -------- | -------- | --------- | --------- | --------- | ---------- | ----- | ---- |
| Kacper Ziemiński | Laser       | 34       | 28       | 6        | 47       | 3        | 5        | 20       | 12       | 22       | 10        | 140       | 18e       |            | 140   | 18e  |

| Athlète(s)                               | Compétition | Régate 1 | Régate 2 | Régate 3 | Régate 4 | Régate 5 | Régate 6 | Régate 7 | Régate 8 | Régate 9 | Régate 10 | Total net | Total net | Medal Race | Total | Rang |
| Athlète(s)                               | Compétition | Score    | Score    | Score    | Score    | Score    | Score    | Score    | Score    | Score    | Score     | Score     | Rang      | Score      | Total | Rang |
| ---------------------------------------- | ----------- | -------- | -------- | -------- | -------- | -------- | -------- | -------- | -------- | -------- | --------- | --------- | --------- | ---------- | ----- | ---- |
| Irmina Gliszczyńska Agnieszka Skrzypulec | 470         | 10       | 14       | 9        | 21       | 3        |          |          |          |          |           | 36        |           |            | 36    |      |

| Athlète                            | Compétition | Régate 1 | Régate 2 | Régate 3 | Régate 4 | Régate 5 | Régate 6 | Régate 7 | Régate 8 | Régate 9 | Régate 10 | Régate 11 | Régate 12 | Total net | Total net | Medal Race | Total | Rang |
| Athlète                            | Compétition | Score    | Score    | Score    | Score    | Score    | Score    | Score    | Score    | Score    | Score     | Score     | Score     | Score     | Rang      | Score      | Total | Rang |
| ---------------------------------- | ----------- | -------- | -------- | -------- | -------- | -------- | -------- | -------- | -------- | -------- | --------- | --------- | --------- | --------- | --------- | ---------- | ----- | ---- |
| Piotr Myszka                       | RS:X        | 4        | 5        | 5        | 2        | 2        | 3        | 12       | 2        | 6        | 13        | 16        | 16        | 70        |           |            | 70    |      |
| Paweł Kołodziński Łukasz Przybytek | 49er        | 2        | 13       | 9        | 9        | 6        | DNF      |          |          |          |           |           |           | 39        |           |            | 39    |      |

| Athlète             | Compétition | Régate 1 | Régate 2 | Régate 3 | Régate 4 | Régate 5 | Régate 6 | Régate 7 | Régate 8 | Régate 9 | Régate 10 | Régate 11 | Régate 12 | Total net | Total net | Medal Race | Total | Rang |
| Athlète             | Compétition | Score    | Score    | Score    | Score    | Score    | Score    | Score    | Score    | Score    | Score     | Score     | Score     | Score     | Rang      | Score      | Total | Rang |
| ------------------- | ----------- | -------- | -------- | -------- | -------- | -------- | -------- | -------- | -------- | -------- | --------- | --------- | --------- | --------- | --------- | ---------- | ----- | ---- |
| Małgorzata Białecka | RS:X        | 13       | 21       | 13       | 23       | 12       | 6        |          | 14       | 9        | 12        | 13        | 18        | 154       | 14e       |            | 154   | 14e  |

## Volley-ball

### Beach-volley
Les qualifications sont terminées. 
Deux équipes masculines et une féminine sont alignées et représentent la Pologne:
- Piotr Kantor et Bartosz Łosiak
- Grzegorz Fijałek et Mariusz Prudel
- Monika Brzostek et Kinga Kołosińska

Le détail des rencontres des équipes polonaises est le suivant :
| Date         | Match                                                  | Score | Set 1   | Set 2   | Set 3 | Durée  | Stats   |
| ------------ | ------------------------------------------------------ | ----- | ------- | ------- | ----- | ------ | ------- |
| 6 août 2016  | Kantor / Łosiak Pologne Böckermann / Flüggen Allemagne | 2 - 0 | 21 - 11 | 23 - 21 | -     | 39 min | Rapport |
| 8 août 2016  | Kantor / Łosiak Pologne Barsouk / Liamin Russie        | 0 - 2 | 14 - 21 | 17 - 21 | -     |        |         |
| 10 août 2016 | Brouwer / Meeuwsen Pays-Bas Kantor / Łosiak Pologne    | 2 - 0 | 21 - 19 | 21 - 19 | -     | 43 min | Rapport |

| Date         | Match                                                    | Score | Set 1   | Set 2   | Set 3  | Durée  | Stats   |
| ------------ | -------------------------------------------------------- | ----- | ------- | ------- | ------ | ------ | ------- |
| 7 août 2016  | Krasilnikov / Semenov Russie Fijałek / Prudel Pologne    | 2 - 0 | 21 - 14 | 21 - 13 | -      | 40 min | Rapport |
| 9 août 2016  | Nummerdor / Varenhorst Pays-Bas Fijałek / Prudel Pologne | 2 - 1 | 21 - 17 | 19 - 21 | 15 - 9 | 51 min | Rapport |
| 11 août 2016 | Fijałek / Prudel Pologne E. Grimalt / M. Grimalt Chili   | 2 - 1 | 21 - 13 | 16 - 21 | 15 - 9 | 56 min | Rapport |

Les paires masculines terminent 3e de leurs groupes (E et B), elles sont alors classés dans le groupe des 3e (lucky losers).
Les deux premières équipes se qualifient et un match de barrage permet aux vainqueurs de continuer la compétition, mais les paires polonaises perdent.
| Date         | Match                                           | Score | Set 1   | Set 2   | Set 3   | Durée  | Rapport |
| ------------ | ----------------------------------------------- | ----- | ------- | ------- | ------- | ------ | ------- |
| 11 août 2016 | Lupo / Nicolai Italie Kantor / Łosiak Pologne   | 2 - 1 | 21 - 12 | 15 - 21 | 15 - 13 | 46 min | Rapport |
| 11 août 2016 | Saxton / Schalk Canada Fijałek / Prudel Pologne | 2 - 0 | 21 - 19 | 21 - 18 | -       | 45 min | Rapport |

La paire Brzostek / Kołosińska termine deuxième de leur groupe, ce qui leur permet d'atteindre les huitièmes de finale.
| Date         | Match                                                     | Score | Set 1   | Set 2   | Set 3  | Durée  | Stats   |
| ------------ | --------------------------------------------------------- | ----- | ------- | ------- | ------ | ------ | ------- |
| 7 août 2016  | Brzostek / Kołosińska Pologne Fendrick / Sweat États-Unis | 2 - 1 | 14 - 21 | 21 - 13 | 15 - 7 | 48 min | Rapport |
| 9 août 2016  | Brzostek / Kołosińska Pologne Birlova / Ukolova Russie    | 2 - 0 | 21 - 19 | 21 - 18 | -      | 43 min | Rapport |
| 11 août 2016 | Larissa / Talita Brésil Brzostek / Kołosińska Pologne     | 2 - 0 | 21 - 10 | 21 - 15 | -      | 32 min | Rapport |

### Volley-ball (indoor)
Les qualifications sont terminées. 

#### Tournoi masculin
Sélection
| #  | Nom              | Club                   | Âge | Joués | Points |
| -- | ---------------- | ---------------------- | --- | ----- | ------ |
|    | Stéphane Antiga  |                        |     |       |        |
| 1  | Piotr Nowakowski | Resovia Rzeszów        | 28  | -     | -      |
| 3  | Dawid Konarski   | ZAKSA Kędzierzyn-Koźle | 26  | -     | -      |
| 6  | Bartosz Kurek    | Resovia Rzeszów        | 27  | -     | -      |
| 7  | Karol Kłos       | Skra Bełchatów         | 27  | -     | -      |
| 11 | Fabian Drzyzga   | Resovia Rzeszów        | 26  | -     | -      |
| 12 | Grzegorz Łomacz  | Cuprum Lubin           | 28  | -     | -      |
| 13 | Michał Kubiak    | Halkbank Ankara        | 28  | -     | -      |
| 17 | Paweł Zatorski   | ZAKSA Kędzierzyn-Koźle | 26  | -     | -      |
| 20 | Mateusz Mika     | Trefl Gdańsk           | 25  | -     | -      |
| 21 | Rafał Buszek     | ZAKSA Kędzierzyn-Koźle | 29  | -     | -      |
| 22 | Bartosz Bednorz  | AZS Olsztyn            | 22  | -     | -      |
| 23 | Mateusz Bieniek  | Effector Kielce        | 22  | -     | -      |

Les résultats de la poule de la Pologne sont :
| # | Équipe    | Pts | J | G | Gt | Pt | P | Sp | Sc | Ratio | Pp  | Pc  | Ratio |
| 1 | Pologne   | 9   | 4 | 2 | 1  | 1  | 0 | 11 | 5  | 2.2   | 372 | 339 | 1.097 |
| 2 | Argentine | 9   | 4 | 2 | 0  | 0  | 2 | 9  | 4  | 2.25  | 319 | 280 | 1.139 |
| 3 | Russie    | 8   | 4 | 2 | 1  | 0  | 1 | 10 | 6  | 1.667 | 357 | 308 | 1.159 |
| 4 | Iran      | 7   | 4 | 2 | 0  | 1  | 1 | 8  | 6  | 1.333 | 330 | 317 | 1.041 |
| 5 | Égypte    | 3   | 4 | 1 | 0  | 0  | 3 | 3  | 9  | 0.333 | 231 | 287 | 0.805 |
| 5 | Cuba      | 0   | 4 | 0 | 0  | 0  | 4 | 1  | 12 | 0.083 | 250 | 328 | 0.762 |

- Qualifiés pour les quarts de finale

Le détail des rencontres de l'équipe de Pologne est le suivant :